# Flez-Cuzy
Flez-Cuzy település Franciaországban, Nièvre megyében. Lakosainak száma 133 fő (2022. január 1.). Flez-Cuzy Metz-le-Comte, Dirol, Saint-Didier, Tannay és Vignol községekkel határos.

## Népesség
A település népességének változása:
| Lakosok száma | 125  | 132  | 135  | 134  | 133  | 131  | 130  | 131  | 133  |
|               | 2013 | 2015 | 2016 | 2017 | 2018 | 2019 | 2020 | 2021 | 2022 |